# Масаракш
Масаракш — лайка, поширена серед жителів вигаданої планети Саракш, дослівно означає «Світ навиворіт». Уперше описана в романі братів Стругацьких «Населений острів», також згадується в їхньому романі того ж циклу «Жук у мурашнику». Відзначені розгорнуті форми цього ж прокляття — «Масаракш-і-масаракш», «тридцять три рази масаракш».

## Походження
У «Населеному острові» походження цього виразу пов'язується з космогонічними поглядами жителів Саракша. Незвично висока рефракція атмосфери цієї планети дуже піднімала видиме положення лінії горизонту, внаслідок чого жителі Саракша вважали, що поверхня їхнього світу є увігнутою. Протилежна точка зору — про те, що вони живуть на поверхні опуклої планети — хоча й виникла, але не здобула визнання, а колись і переслідувалася офіційною релігією, і її прихильників вважали єретиками. Відгомоном цієї боротьби ідей і є вислів «Саракш (тобто Світ) навиворіт».
Борис Стругацький так описував історію виникнення цього слова: 
|                                         | Слівце це імітує звичайну «пристойну» лайку. Щось на зразок «ч-чор-рт!» або «с-скотина!» Звучне слово, добре виконує своє призначення. Прижилося. Дослівний «переклад» його «світ навиворіт» - придумано помітно пізніше, а вже з цього перекладу ще пізніше народилася назва планети - Саракш.Оригінальний текст (рос.) Словечко это имитирует обыкновенное «приличное» ругательство. Что-нибудь вроде «ч-чёр-рт!» или «с-скотина!» Звучное слово, хорошо исполняет своё назначение. Прижилось. Дословный «перевод» его «мир наизнанку» — был придуман заметно позже, а уж из этого перевода ещё позже родилось название планеты — Саракш. |
| — Офлайн інтерв'ю з Борисом Стругацьким | |

У казахській мові вживається подібний вигук «масқара», що дослівно означає «жах, кошмар, ганьба».
Назву «Саракш» утворено від назви реального селища Саракташ Оренбурзької області (подібно до іншого фантастичного топоніму в творчості Стругацьких — назви, що фігурує в романі «Обтяжені злом, або Сорок років потому» міста Ташлинськ, утвореного від найменування села Ташла, також розташованого в Оренбурзькій області). Аркадій і Борис Стругацькі, евакуйовані під час Німецько-радянської війни із блокадного Ленінграда в Оренбурзьку область, проживали в Ташлі; Аркадій у цей період працював на місцевому молокозаводі і неодноразово відвідував також селище Саракташ.

## Культурний вплив
Від кінця 1970-х років слово стало популярним в середовищі любителів наукової фантастики. Зокрема, відомо кілька фензинів з такою назвою, а також абаканський клуб любителів фантастики «Масаракш». У Ростові-на-Дону видається газета з тиражем 20000 примірників як додаток до видання «Наш час».
Крім того, слово використовується в сучасній публіцистиці як синонім катастрофи, яка перевертає світ.